# The Heat Is On
The Heat Is On ist ein Pop-Rock-Song von Glenn Frey aus dem Jahr 1984, der von Harold Faltermeyer und Keith Forsey geschrieben wurde. Er ist Bestandteil des Soundtracks zum Film Beverly Hills Cop – Ich lös’ den Fall auf jeden Fall.

## Hintergrund
Der Titel wurde von Faltermeyer und Forsey bereits für den Film produziert und sie casteten nur noch einen passenden Sänger. Glenn Frey nahm eher aus Spaß daran teil und erhielt die Zusage. Er sang den Titel innerhalb eines Tages ein und erhielt 15.000 Dollar dafür. Der Song wurde schließlich dank des erfolgreichen Filmes ein internationaler Hit.

## Musikvideo
In der Handlung des Musikvideos bearbeitet der Editor des Filmes Beverly Hills Cop – Ich lös den Fall auf jeden Fall am Schneidetisch den Film, während im Nebenraum Glenn Frey mit einer Begleitband das Lied spielt. Dazwischen sieht man auch Szenen aus dem Film Beverly Hills Cop – Ich lös den Fall auf jeden Fall.

## Rezeption

### Chartplatzierungen
| ChartsChartplatzierungen       | Höchstplatzierung | Wochen |
| ------------------------------ | ----------------- | ------ |
| Deutschland (GfK)              | 4 (16 Wo.)        | 16     |
| Österreich (Ö3)                | 27 (2 Wo.)        | 2      |
| Schweiz (IFPI)                 | 5 (12 Wo.)        | 12     |
| Vereinigte Staaten (Billboard) | 2 (24 Wo.)        | 24     |
| Vereinigtes Königreich (OCC)   | 12 (13 Wo.)       | 13     |

| ChartsJahrescharts (1985)      | Platzierung |
| ------------------------------ | ----------- |
| Deutschland (GfK)              | 44          |
| Vereinigte Staaten (Billboard) | 19          |

### Auszeichnungen für Musikverkäufe
| Land/Region | Auszeichnungen für Musikverkäufe (Land/Region, Auszeichnung, Verkäufe) | Verkäufe |
| ----------- | ---------------------------------------------------------------------- | -------- |
| Kanada (MC) | Gold                                                                   | 50.000   |
| Insgesamt   | 1× Gold ·                                                              | 50.000   |

## Coverversionen
- 1998: Gloria Gaynor
- 2005: John Parr
- 2010: Los Helmstedt